# Med og mod uret
Med uret, eller 'i urets retning', er betegnelsen på den bevægelsesretning som viserne på et ur bevæger sig i. Den modsatte bevægelsesretning kaldes mod uret. Cirkulær bevægelse forekommer altid i en af disse to mulige retninger. I matematiken defineres en cirkel parametrisk i et kartesisk koordinatsystem ved ligningerne x = cos t og y = sin t, som bevæger sig mod uret når  t-værdien stiger.

## Udtrykkenes oprindelse
Før ure blev almindelige anvendtes udtrykket medsols eller højredrejning for den rotationsretning som viserne på et ur bevæger sig i. Den modsatte rotationsretning blev kaldt modsols eller venstredrejning.
Udtrykkene med uret og mod uret, kan kun anvendes på en roterende bevægelse, når beskuelsesretningen af det roterende plan er angivet. For eksempel er Jordens rotation mod uret set fra den nordlige halvkugle, og med uret set fra den sydlige halvkugle.
Ure følger traditionelt denne rotationsretning på grund af urets forgænger: soluret. Da de første ure med visere blev bygget på jordens nordlige halvkugle, følger viserne derfor rotationsretningen for skyggen på et vandret solur: vest til nord til øst (med uret).
Der findes ure, hvis visere drejer mod uret, denne type omvendte ure sælges i dag enten som en hjælp til venstrehåndede, eller blot for at skille sig ud. Historisk set blev visse jødiske ure dog udført med omvendt rotation, for eksempel i tårnure på visse synagoger i Europa. Dette blev gjort for at være i overensstemmelse med læseretningen i det hebraiske sprog, som går fra højre mod venstre.[kilde mangler]

## Anvendelse
Almindelige møtrikker, skruer, bolte og skruelåg spændes med uret, og løsnes i retning mod uret. Årsagen til at de fleste skruer og bolte spændes med uret er, at supination af et menneskes højre arm generelt er stærkere end pronation. Dermed er det nemmest for højrehåndede at spænde en skrue med uret. Samtidig medvirker vedtagelsen af en fælles standard for skrueretningen at der undgås forvirring.
Der findes dog skruer som spændes omvendt, altså i retning mod uret. Tidligere blev den omvendte gevindskæring f.eks. anvendt på ældre biler og lastbiler, hvor der sad højrehåndede hjulmøtrikker på højre side og venstrehåndede hjulmøtrikker på venstre side af køretøjet. Dette blev gjort for at undgå at møtrikkerne automatisk blev løsnet under kørslen. Princippet med gevind der går mod uret anvendes stadig til montering af f.eks. cykelpedaler.
Nogle fittings til gas er desuden med vilje lavet venstrehåndede for at forhindre katastrofale fejltilslutninger. For eksempel er ilt-fittings højrehåndet, men acetylen og andre brændbare gasser anvender fittings for venstre-håndede.
Indenfor trigonometri og matematik, udføres måling af vinkler i rentning mod uret, startende med 0° eller 0 radianer pegende direkte til højre (eller øst). Indenfor navigation, stiger kompasretningen i urets retning rundt langs kompasskiven, startende med 0° øverst på kompasset (i nordlig retning).

## Hos mennesker
Ifølge et studie, foretrækker de fleste venstrehåndede mennesker at tegne cirkler i retning med uret, mens højrehåndede foretrækker at tegne mod uret. Fænomenet menes at stamme fra forskelle i de dominerende hjernehalvdele.